# Daniel Verwaerde
 (mai 2016).
Si vous disposez d'ouvrages ou d'articles de référence ou si vous connaissez des sites web de qualité traitant du thème abordé ici, merci de compléter l'article en donnant les références utiles à sa vérifiabilité et en les liant à la section « Notes et références ».
Daniel Verwaerde, né le 17 août 1954, a été administrateur général du CEA de janvier 2015 à avril 2018.
Ingénieur diplômé de l’École centrale Paris en 1977, spécialiste en modélisation numérique, il entre au CEA en 1978 au Département de mathématiques appliquées dont il assure la direction à partir de 1991. En 1996, il devient directeur du programme Simulation, destiné à garantir la pérennité de la dissuasion nucléaire française après l’arrêt définitif des essais nucléaires. De 2007 à 2014 il est le directeur des applications militaires (DAM) du Commissariat à l'énergie atomique et aux énergies alternatives. À ce titre, il dirige la maîtrise d’ouvrage du Laser Mégajoule.
En décembre 2013, il est élu membre de l'Académie des technologies.

## Décorations
- Commandeur de la Légion d'honneur Il est fait chevalier le 17 avril 2003[6], promu officier le 6 avril 2012[7], puis commandeur 31 décembre 2018[8].
- Chevalier de l'ordre national du Mérite Il est fait chevalier le 15 novembre 1999[9].